# 鷹司煕通

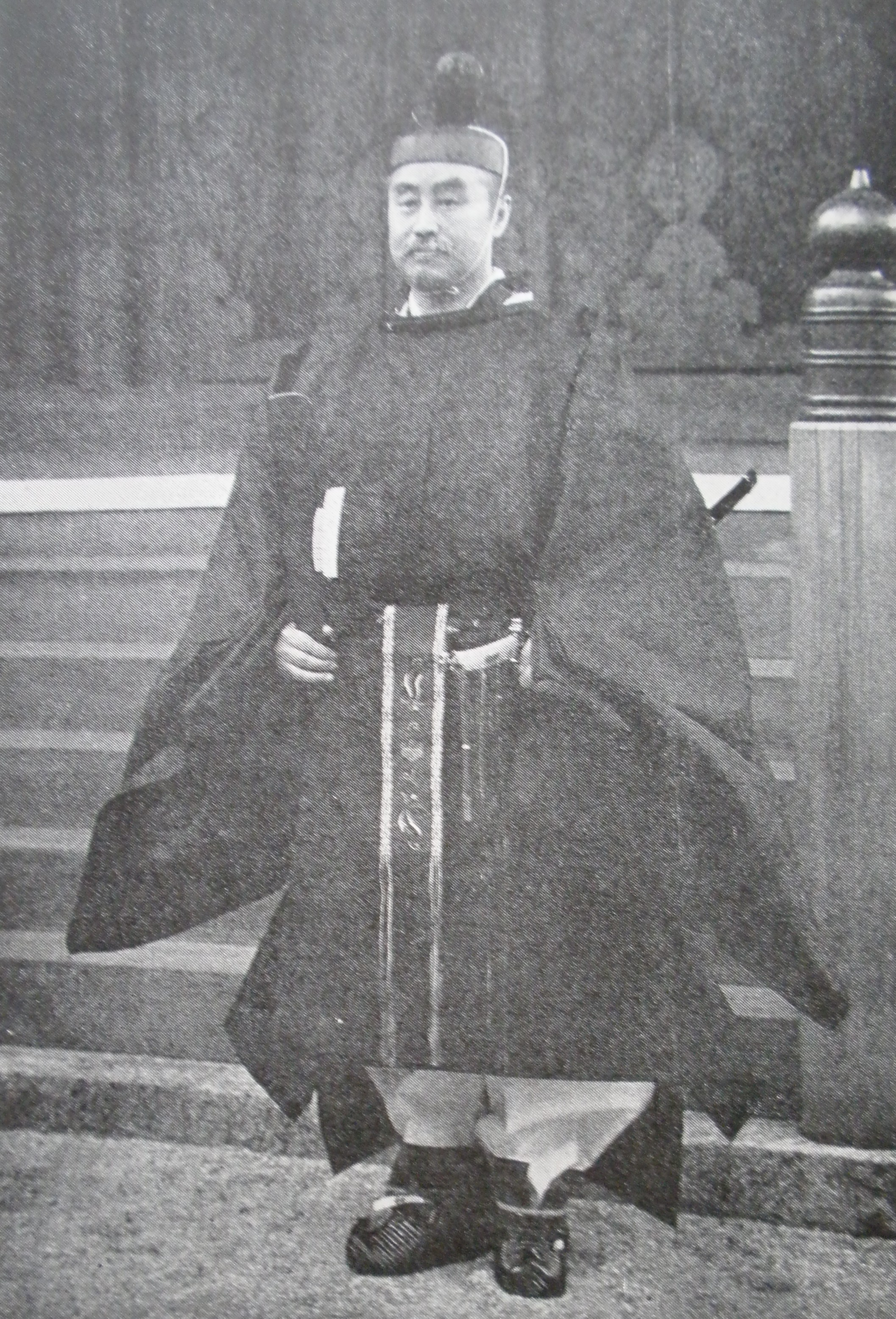
大正天皇即位の大礼使長官時の鷹司凞通（1915年）

鷹司 煕通（たかつかさ ひろみち、1855年4月2日〈安政2年2月16日〉- 1918年〈大正7年〉5月17日）は、日本の華族、陸軍軍人。侍従長、貴族院議員。官位は陸軍少将贈従一位勲一等公爵。

## 経歴
九条尚忠の子として安政2年（1855年）に生まれた。嗣子のなかった鷹司輔煕の養嗣子となり、輔煕の｢煕｣とその父政通の｢通｣をとって煕通と名乗った。
1872年（明治5年）、養父の隠居に伴い鷹司家を相続した。同年、ドイツに留学した。
1879年（明治12年）2月1日、陸軍士官学校（旧2期）を卒業。同期には大迫尚道陸軍大将、井口省吾陸軍大将、大谷喜久蔵陸軍大将男爵がいた。
1889年（明治22年）11月5日、皇太子嘉仁親王の東宮武官に就任、1902年（明治35年）6月12日には侍従武官に就任する。その間、1884年（明治17年）7月には公爵に叙され、1890年（明治23年）2月には公爵議員として貴族院議員に就任した。
1907年（明治40年）11月13日、陸軍歩兵大佐に進み、1910年（明治43年）2月16日、陸軍少将に昇ると共に後備役となり、侍従職幹事に就任する。1912年（大正元年）9月、明治天皇大喪儀の祭官長を務め、同年12月21日、侍従長に任命される。1915年（大正4年）4月1日、陸軍を退役。1916年（大正5年）1月、旭日大綬章を賜る。
1918年（大正7年）5月17日、脳溢血のため死去。墓所は小倉山二尊院。

## 栄典
位階
- 1887年（明治20年）12月26日 - 正四位[4]
- 1891年（明治24年）6月16日 - 従三位[5]
- 1895年（明治28年）6月29日 - 正三位[6]
- 1899年（明治32年）6月30日 - 従二位[7]
- 1903年（明治36年）6月30日 - 正二位[8]
- 1918年（大正7年）5月17日 - 贈従一位[9]

爵位
- 1884年（明治17年）7月7日 - 公爵[10]

勲章
| 受章年                     | 略綬 | 勲章名                   | 備考 |
| -------------------------- | ---- | ------------------------ | ---- |
| 1889年（明治22年）11月25日 |      | 大日本帝国憲法発布記念章 |      |
| 1892年（明治25年）5月28日  |      | 勲六等瑞宝章             |      |
| 1906年（明治39年）4月1日   |      | 勲三等旭日中綬章         |      |
| 1906年（明治39年）4月1日   |      | 明治三十七八年従軍記章   |      |
| 1914年（大正3年）6月18日   |      | 金杯一個                 |      |
| 1915年（大正4年）5月29日   |      | 勲二等瑞宝章             |      |
| 1915年（大正4年）11月10日  |      | 大礼記念章               |      |
| 1916年（大正5年）1月19日   |      | 勲一等旭日大綬章         |      |

外国勲章佩用允許
| 受章年                     | 国籍       | 略綬 | 勲章名               | 備考 |
| -------------------------- | ---------- | ---- | -------------------- | ---- |
| 1908年（明治41年）12月25日 | 大韓帝国   |      | 勲二等八卦章         |      |
| 1916年（大正5年）6月19日   | ロシア帝国 |      | 神聖アンナ第一等勲章 |      |

## 系譜
- 父：九条尚忠（従一位関白）
  - 兄弟等：九条尚忠#系譜を参照。
- 養父：鷹司輔煕
  - 義兄：徳大寺公純、輔政（早世）、菊亭脩季（菊亭家養子）
- 妻：順子（1871–1943） - 徳大寺実則の長女
  - 長女：房子（1887–1918） - 米沢上杉家15代当主上杉憲章に嫁ぐ。
  - 長男：信輔（1890–1959） - 皇太子傅育官・貴族院議員・明治神宮宮司を務める。
  - 次男：信煕（1892–1981） - 分家し、1902年（明治35年）男爵を授爵。陸軍砲兵大佐となる。
  - 三男：信淳（1893–1941） - 松園家当主・松園治忠養子。
  - 四男：信敬（1895–1973） - 分家。妻は水野忠亮（忠敬長男）の娘・敦子（1907–1977）。魚家、堺市立水族館長。鷹司誓玉の父。